# George H. Guernsey

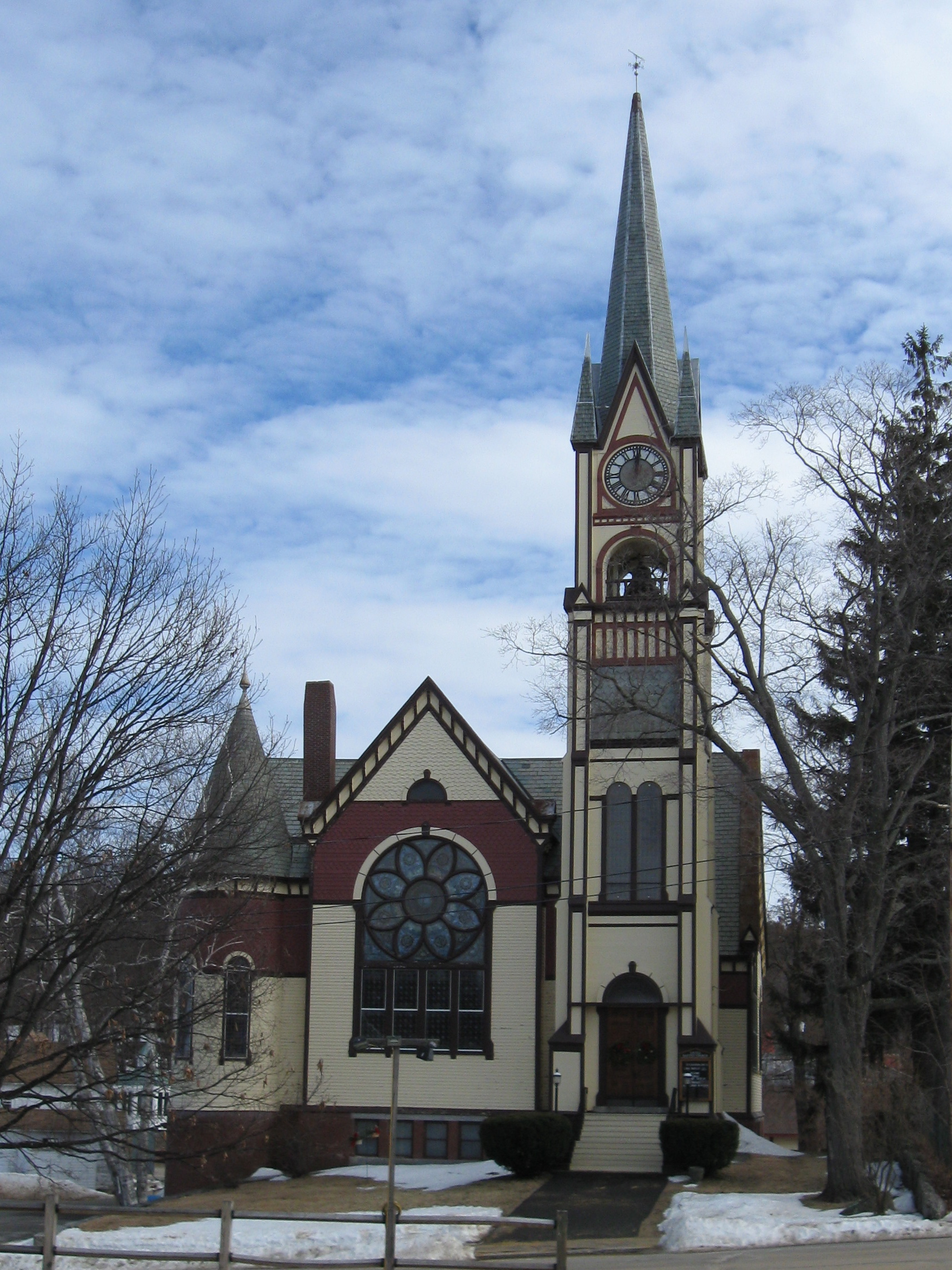
Igreja Batista, Lakeport, 1891.

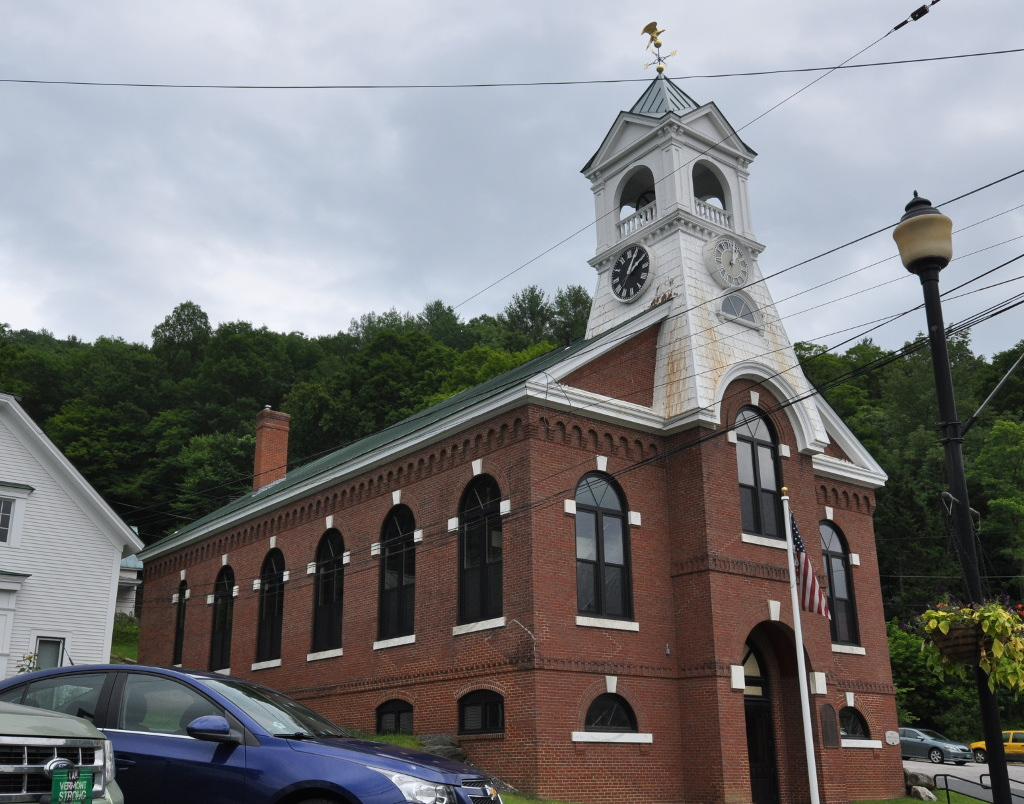
Câmara Municipal, Bethel, 1891.

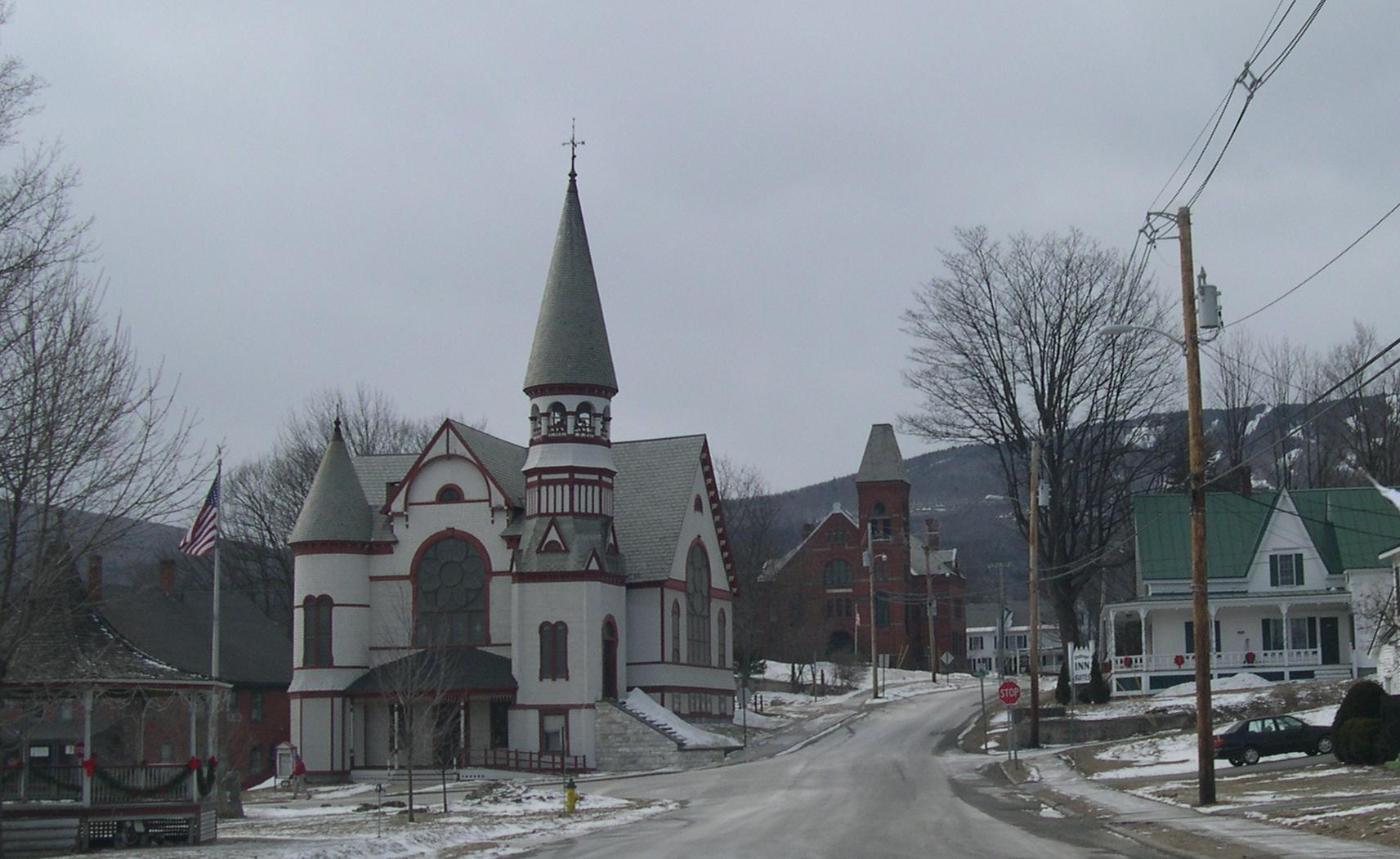
Igreja Batista, Ludlow, 1892.

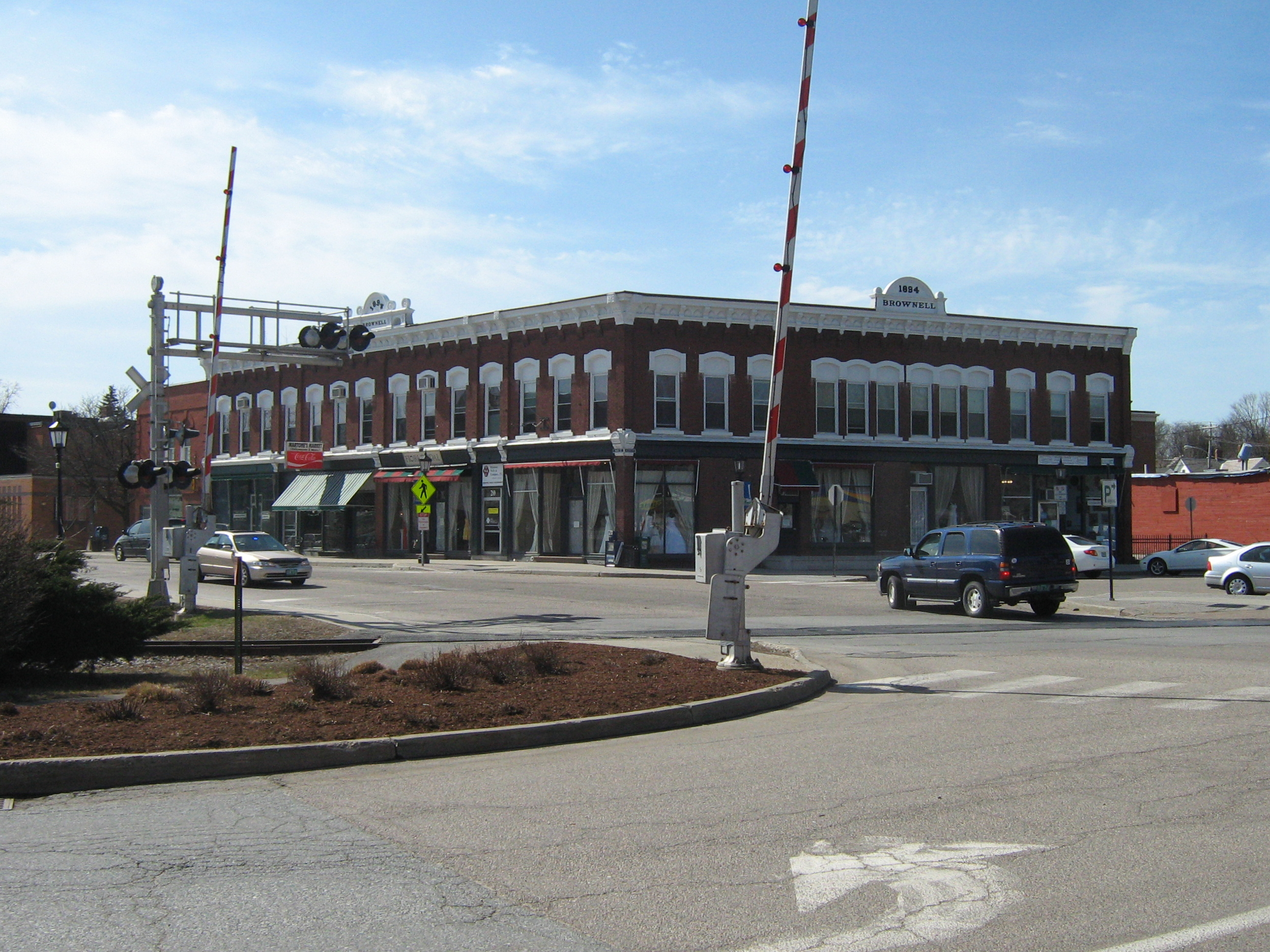
Brownell Block, Essex Junction, 1894.

George H. Guernsey (1839-1900) foi um arquiteto americano de Montpelier, Vermont.

## Vida
Guernsey nasceu em 1839 in Calais (Vermont), de Gilman e Clotina (Southwick) Guernsey. Ele serviu na Guerra Civil americana, depois no qual ele mudou-se para Montpelier. Depois de trabalhar como construtor, ele se estabeleceu como um arquiteto. Ele pôde se tornar como um dos principais arquiteto em Vermont.
Em 1897, ele foi eleito o terceiro major de Montpelier. Ele morreu de tuberculose em casa em 1900.

## Legado
Muitas das construções de Guernsey contribui para os distritos históricos no Registro Nacional de Lugares Históricos americano, em adição a uma única estrutura individual. Em 2013, um livro chamado Vermont's Elusive Architect: George H. Guernsey foi publicado pela Bethel Historical Society, contendo a informação que Guernsey havia desenhado a câmara municipal da cidade. O livro contém que Guernsey foi um dos mais influenciadores arquitetos do século XIX em Vermont.

## Trabalhos arquitetônicos
- 1875 - French's Block, 32 Main St, Montpelier, Vermont[4]
- 1875 - Union Block, 26 State St, Montpelier, Vermont
  - Burned in 1914.
- 1878 - Universalist Church (antigo), 201 Bridge St, Richmond (Vermont)[5]
- 1879 - Walton Block, 17 State St, Montpelier, Vermont
- 1880 - George H. Guernsey House, 68 E State St, Montpelier, Vermont
  - The architect's own residence.
- 1883 - Blanchard Block, 73 Main St, Montpelier, Vermont
- 1884 - St. Charles R. C. Church, 31 Cherry Hill St, Bellows Falls, Vermont[6]
- 1885 - Holy Angels R. C. Church, 246 Lake St, St. Albans, Vermont[7]
- 1886 - Notre Dame de Victoire R. C. Church, Main & Winter Sts, St. Johnsbury, Vermont[8]
  - Burned in 1966.
- 1887 - Barton M. E. Church (former), Church St, Barton, Vermont
- 1888 - Christ M. E. (St. John's) Church, 135 Main St, Lancaster, New Hampshire[9]
- 1888 - St. Francis de Sales R. C. Church, 238 Main St, Bennington, Vermont[10]
- 1889 - Edward Dewey House, 128 State St, Montpelier, Vermont
- 1890 - John W. Burgess House (Redstone), 26 Terrace St, Montpelier, Vermont
- 1891 - Bethel Town Hall, 134 S Main St, Bethel, Vermont
- 1891 - Dodge Hall, Norwich University, Northfield, Vermont[11]
  - Demolished.
- 1891 - Immaculate Heart of Mary R. C. Church, 18 Lincoln Ave, Rutland, Vermont
- 1891 - United Baptist Church, 23 Park St, Lakeport, New Hampshire[12]
- 1891 - St. Thomas R. C. Church, 6 Green St, Underhill, Vermont
- 1892 - Ludlow Baptist Church, 99 Main St, Ludlow, Vermont
- 1892 - St. Augustine R. C. Church, 16 Barre St, Montpelier, Vermont[13][14]
- 1892 - Whiting Library, 117 Main St, Chester, Vermont
- 1893 - Bradford Academy, 172 N Main St, Bradford, Vermont
- 1893 - Debevoise Hall, Vermont Law School, South Royalton, Vermont
- 1893 - Plymouth Congregational Church (Remodeling), 4 Post Office Sq, Plymouth, New Hampshire[15]
  - Burned.
- 1894 - Brownell Block, 20 Main St, Essex Junction, Vermont[16]
- 1895 - Hotel Barton, 569 Main St, Barton, Vermont[17]
  - Burned.